# Myotis montivagus
Myotis montivagus es una especie de murciélago de la familia Vespertilionidae.

## Distribución geográfica
Se encuentra en China, India, Laos, Malasia, Birmania y Tailandia.